# Храм Покрови Пресвятої Богородиці (Херсон)
Храм Покрови Пресвятої Богородиці — чинна мурована церква в місті Херсон. Парафія Покрови Пресвятої Богородиці належить до Православної церкви України

## Історія
8 січня 1998 року єпископ УПЦ КП Даміан звершив пресвітерську хіротонію в храмі св. мч. Олександри. Новим священиком Херсонської єпархії став диякон Свято-Володимирівського патріаршого собору Сергій Чудинович, якого Святійший патріарх Філарет направив у Херсон для пастирського служіння. Навесні 1998 року священик Сергій Чудинович заснував православну громаду в мікрорайоні «Корабел» (р-н Острів) міста Херсона і 12 березня 1998 року Указом № 7 єпископа Даміана був призначений її настоятелем.
Перше богослужіння відбулося на спортмайданчику біля будинку № 18 по вул. Дорофеєва. Це був день свята Входу Господнього в Єрусалим. Зібралося близько 300 чоловік віруючих на молитву освячення води та благословення ваій. Розпочалася підготовка до першого святкування Пасхи. Святкове богослужіння в день Воскресіння Христового відбулося теж просто неба, молитва здійснювалася цілу ніч.
Наступного дня за пожертви зібрані на Пасху громада винайняла дві квартири в житловому будинку: 1-18 м². на першому поверсі для богослужінь; 2 — 9 м². для проживання кліриків.
Восени 1998 року Свято-Покровська Церква перенесла своє служіння в приміщення колишнього кінотеатру «Мир» на Острові. 7 березня 2000 року Указом № 36 Владика Даміан благословляє настоятеля Свято-Покровської Церкви опікуватися Херсонською обласною лікарнею «Хоспіс» у каплиці якої щосуботи розпочинаються регулярні богослужіння.
З 1998 року розпочавсь процес виділення земельної ділянки під будівництво майбутнього храму. У 2002 році за сприяння Фонду соціальних гарантій військовослужбовців і ветеранів Збройних Сил України та особисто кандидата в народні депутати України Володимира Анатолійовича Дємьохіна було розпочато будівництво та закладений наріжний камінь нового храму.
18 вересня 2004 року силами громади розпочалося будівництво тимчасової каплиці. Люди збудували маленький храм за 22 дні і вже 10 жовтня 2004 року в каплиці відбулася перша Літургія. Велику допомогу в спорудження каплиці надав колишній директор заводу ім. Комінтерну Володимир Анатолійович Бондар.

## Життя громади
При храмі діє недільна школа для дітей. Парафіяни здійснюють місійні та паломницькі поїздки по парафіях та монастирях. Серед останніх візитація до Свято-Успенського храму м. Баштанки Миколаївської області та паломництво до Свято-Григорівського Бізюківського монастиря Херсонської області. Силами Свято-Покровської громади звершується служіння проповіді Слова Божого та милосердя в каплиці лікарні «Хоспіс» та каплиці слідчого ізолятору Херсонського обласного управління з відбування покарань.
Після початку російської окупації 2014 року настоятель храму Сергій Чудинович разом із парафіянами та громадськими діячами здійснює поїздки до місць розташування регулярних військ та добровольчих батальйонів з метою надання гуманітарної допомоги, яку здійснюють парафіяни.